# Miami Challenger 1999
Il Miami Challenger 1999 è stato un torneo di tennis facente parte della categoria ATP Challenger Series nell'ambito dell'ATP Challenger Series 1999. Il torneo si è giocato a Miami negli Stati Uniti dall'8 al 14 novembre 1999 su campi in cemento.

## Vincitori

### Singolare
Marcos Ondruska ha battuto in finale  Radek Štěpánek con il punteggio di 6–2, 6–2

### Doppio
Jocelyn Robichaud /  Myles Wakefield hanno battuto in finale  Mike Bryan /  Bob Bryan con il punteggio di 7–5, 4–6, 6–2